# Honanotherium
Honanotherium — рід вимерлих жирафів пізнього міоцену провінції Хенань, Китай, і провінції Східний Азербайджан, північно-західний Іран. Він був тісно пов'язаний з Bohlinia і колись вважався предком сучасного жирафа (рід Giraffa). Жива тварина нагадувала б сучасного жирафа, але була трохи нижчою, з більш масивними кісточками.

## Галерея

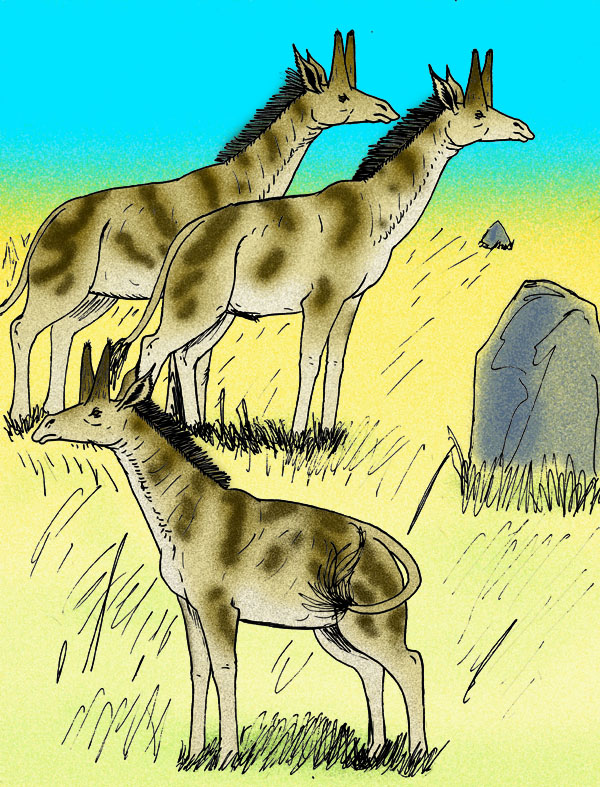
Реконструкція